# Berezin UB
Berezin UB (Березин УБ - Универсальный Березина, Universalni Berezina, Berezin Universal) là một loại súng máy cỡ nòng 12,7 mm trang bị rộng rãi cho các máy bay chiến đấu của Liên Xô trong Chiến tranh Thế giới II.

## Phát triển

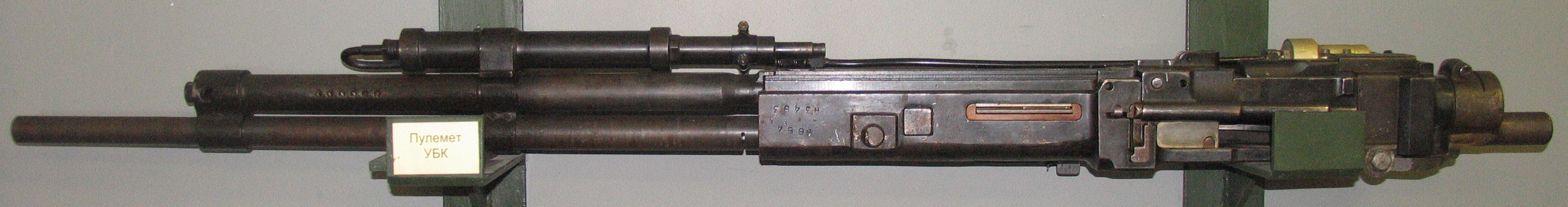
ㅤㅤㅤㅤㅤㅤ

Vào nằm 1937, M.E. Berezin bắt đầu thiết kế một loại súng máy mới trang bị cho máy bay có cỡ nòng lớn, lên tới 12,7 mm giống loại súng máy trang bị cho bộ binh. Thiết kế mới đã được thông qua trong các cuộc tuyển chọn vào năm 1938 và được chấp nhận sản xuất trang bị vào năm 1939 dưới tên gọi là BS' (Березин Синхронный, Berezin Sinkhronniy, Berezin Synchronized). Tốc độ bắn của khẩu BS gấp đôi so với khẩu súng máy M2 Browning, đây là một khẩu súng rất thích hợp trang bị cho các máy bay, BS vừa có thể là vũ khí tự vệ vừa là vũ khí tấn công hiệu quả. Trong khi là một thiết kế thành công, nhưng BS vẫn có nhược điểm, nhược điểm lớn nhất là lên đạn vận hành bằng cáp, cách này đòi hỏi lực tác động vật lý lớn. Do có khuyết điểm nên BS vẫn được tiếp tục phát triển, và kết quả là khẩu UB với 3 phiên bản UBK (Kрыльевой, Krylyevoi, gắn ở cánh), UBS (Синхронный, Sinkhronniy, Synchronized, đồng bộ), và UBT (Турельный, Turelniy, lắp ở tháp pháo trên máy bay), UBS và UBK được lên đạn băng cách nén khí. UB được chấp nhận trang bị vào ngày 22 tháng 4-1941, chỉ 2 tháng trước khi bắt đầu cuộc Chiến tranh Vệ quốc Vĩ đại của Liên Xô.

## Thông số kỹ thuật (UBS)
- Cỡ đạn: 12.7 x 108 mm (0.5 x 4.3 in)
- Trọng lượng rỗng: 21.5 kg (47.3 lb)
- Vận tốc đầu nòng: 814–850 m/s (2.670-2.790 ft/s)
- Tốc độ bắn: 800-1050 viên/min
- Mass of one-second burst: 0.8 kg (1.8 lb)

## Nội dung liên quan
Cùng sự phát triển:
- Pháo tự động Berezin B-20

Có tính năng tương đương:
- Súng máy M2 Browning